# 앨린 매들린

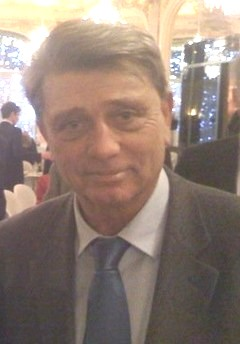

앨린 매들린(프랑스어: Alain Madeline, 1946년 3월 26일 ~ )은 프랑스의 정치인이다. 1986년부터 1988년까지 산업부 장관을, 1993년부터 1995년까지 사업부 장관을, 1995년 3개월 동안 경제부 장관을 지냈다. 2002년 대선 당시 자유민주당의 대통령 후보로 출마했으나 낙선했고, 이후에는 대중운동연합에 합류했다.